# Chacina de Salto (São Paulo)
A Chacina de Salto (São Paulo) refere-se uma chacina que ocorreu na manhã de 15 de maio de 2023 na cidade de Salto, São Paulo, quando o sargento da Polícia Militar da cidade Claudio Henrique Frare Gouveia matou dois colegas na sede da corporação, o capitão Josias Justi da Conceição Júnior e o sargento Roberto Aparecido da Silva. Gouveia se entregou após o crime, foi preso e condenado a 45 anos de prisão em outubro de 2023.   
O crime, que havia sido premeditado, aconteceu pouco mais de 48 horas após um policial civil matar quatro colegas na Delegacia Regional de Camocim, no Ceará.

## Crime
Na manhã de 15 de maio de 2023, armado com um fuzil, o sargento Claudio Henrique Frare Gouveia trancou uma das salas da 3ª Companhia da Polícia Militar de Salto e atirou em Josias e Roberto. Os bombeiros ainda foram chamados, mas as vítimas já estavam mortas na chegada do socorro.  
No dia 21 de maio seguinte, o Fantástico exibiu imagens numa reportagem onde ficou claro que o crime havia sido planejado, já que Gouveia pediu que outros policiais deixassem o prédio avisando que haveria um treinamento do lado de fora. Em seguida ele trancou a porta e foi até a sala onde as vítimas estavam. Ele atirou nove vezes, usando um fuzil. "É certo que a ação do apelante foi desde o início premeditada", relatou o desembargador militar Clovis Santinon ao julgar uma ação de Apelação Criminal da defesa.  
"O lamentável ocorrido no interior de São Paulo ganhou ampla divulgação na imprensa pátria. Em uma manhã de maio de 2023, o policial militar chegou ao Batalhão em que atuava e buscou ativamente armamento do tipo fuzil, alegando que seria para a realização de instrução a grupo que estava iniciando o serviço. Em posse da arma, adentrou à sede e determinou a saída de todos os componentes de sua equipe, após o que se dirigiu à sala onde estavam dois superiores, um capitão PM e um 2º sargento PM. Ali efetuou diversos disparos contra os dois oficiais, causando suas mortes. Depois do ataque, aguardou em uma sala de reunião sua prisão em flagrante delito", reportou o Tribunal de Justiça Militar em seu portal quando da confirmação da condenação a 45 anos de prisão. 

### Vítimas
- Josias Justi da Conceição Júnior: capitão e comandante da Polícia Militar de Salto, já havia sido comandante do Posto de Bombeiros de Salto em 2014, antes de se mudar para Sorocaba (SP) e em maio de 2020 ser promovido para capitão em Salto

- Roberto Aparecido da Silva: sargento da 3ª Companhia da Polícia Militar de Salto

### Motivação
Gouveia disse que o comandante havia destruído sua vida por impor escalas de trabalho incompatíveis entre ele e a esposa, que também trabalhava na mesma Companhia. “Ele não devia ter destruído a minha vida, ele destruiu a minha vida. Então é isso aí, elas por elas. Esse é o motivo pelo qual aconteceu", disse após ser preso. 

## Prisão, julgamento e pena
Gouveia se entregou após cometer o crime e foi preso.  
Foi condenado em outubro de 2023 pelo Tribunal de Justiça Militar a 45 anos de prisão por duplo homicídio, mas sua defesa recorreu. No entanto, a pena foi mantida em abril de 2024. 

## Reações
A prefeitura decretou luto oficial e lamentou o incidente numa nota. "Com profunda consternação, a Prefeitura de Salto lamenta a morte do Capitão Josias Justi da Conceição Junior, Comandante da 3ª Companhia da Polícia Militar de Salto, e do 2º Sargento Roberto da Silva, também integrante dessa Companhia, se solidarizando com familiares e amigos, pelas irreparáveis perdas", diz o comunicado. 

### Debate sobre saúde mental
O caso foi matéria de uma reportagem do Fantástico em 21 de maio de 2023, quando o programa levantou o debate sobre a saúde mental entre os policiais militares de São Paulo. "Números da própria corporação apontam que existem 80 mil PMs na ativa e são concedidos, em média, quatro afastamentos por dia por questões psiquiátricas", informou o programa. 
Ao julgar a manutenção da sentença de prisão de 45 anos em abril de 2024, no entanto, as autoridades militares justificaram que "nenhum dos argumentos apresentados valida a reforma da sentença, já que o conjunto amealhado ao feito comprova a versão dos fatos acusatórios", além de que "nenhuma dessas alegações restou comprovada. Pelo contrário, conforme narram as testemunhas, o oficial inclusive avaliou positivamente o desempenho profissional do apelante". 